# Eygelshoven
Eygelshoven (limburgisch Egelze) ist ein Dorf im Südosten der Niederlande. Eygelshoven liegt in der Provinz Limburg und ist heute der nördlichste Stadtteil der Grenzstadt Kerkrade.
Bis zur Gemeindegebietsreform (gemeentelijke herindeling) im Jahre 1982 bildete Eygelshoven eine eigenständige Gemeinde. Im Jahr 2024 betrug die Einwohnerzahl Eygelshovens ungefähr 2115 im Ortskern. Inklusive der umliegenden Weiler und Siedlungen Hopel, De Kom, Op de Bossen sowie Waubacherveld zählt Eygelshoven 5350 Einwohner.

## Geographie

### Geologie/Morphologie
Im Süden stehen geschieferte Karbonschichten an, die nördlich der Feldbiss-Störung übergehend in Sedimentschichten des Holozän. Die nach Norden zum Teil steil einfallenden Schichten des Karbon führen diverse Steinkohlenflöze, welche regelmäßig die Fortsetzung der aus dem benachbarten Wurmrevier bekannten Flöze bilden.
Eygelshoven liegt mitten in einem grenzübergreifenden städtischen Verdichtungsraum (Agglomeration), der sogenannten Parkstad Limburg, zu der die Großgemeinden und Städte Heerlen, Kerkrade, Landgraaf, Brunssum, Voerendaal, Schinnen und Onderbanken zählen. Eygelshoven hat jedoch seinen dörflichen Charakter zu einem guten Teil bewahren können. Gemeinsam mit dem Egelzer plat, dem lokalen Dialekt, der sich deutlich vom Dialekt der Stadt Kerkrade unterscheidet, ist dies ein Indiz für die frühere Selbstständigkeit des Ortes. Über die Grenzen bis weit ins Rheinland hinein ist Eygelshoven seit den 1950er Jahren für seinen Wochenmarkt bekannt, der jeden Samstag tausende Besucher aus den Niederlanden, Deutschland und Belgien anlockt.
Eygelshoven liegt im Wurmtal im Mündungsbereich des Amstelbaches und des Dentgenbaches in die Wurm. Im Nordwesten entlang der Wurm grenzt der Ort an Deutschland, im Norden und Osten an Landgraaf. Mittlerweile ist der Ort mit den benachbarten Siedlungen der Stadt Kerkrade zusammengewachsen, zum einen in östlicher Richtung entlang der Veldhofstraat/Meusersraat mit dem Ortsteil Hanrade und zum anderen in südlicher Richtung westlich des Kerkradersteenweg/Eygelshovergracht mit dem Ortsteil Chevremont. Von diesen war Eygelshoven ursprünglich durch Wälder getrennt. Diese fielen teilweise dem Bergbau und teilweise neuen Wohnsiedlungen zum Opfer. Dies wird allerdings an anderer Stelle durch Anlegen einer Parklandschaft auf stillgelegten Landwirtschafts- und Industrieflächen ausgeglichen. Überdies ist das Tal des Amstelbachs (nl. Anselderbeek) – dieses wird als Groene Long (Grüne Lunge) bezeichnet – und des Dentgenbaches südwestlich des Ortes ein sehenswertes Naherholungsgebiet. Dies gilt ebenso für das Wurmtal.

### Ausdehnung des Stadtgebiets
Die historische Gemeinde Eijgelshoven entsprach weitgehend dem heutigen Stadtbezirk Kerkrade-Noord. Im Norden grenzt Eygelshoven an die Gemeinde Landgraaf, Ortsteil Rimburg. Im Nordosten trennt die Wurm den Ort vom deutschen Herzogenrath/Ortsteil Hofstadt bzw. Worm/Wildnis. Im Westen liegt der Kerkrader Ortsteil Haanrade bzw. aan de Baan. Im Süden grenzt Eygelshoven an den Ortsteil Chevremont, die „Grüne Lunge“ (ndl. groene long) sowie im Südwesten und Westen an die Gemeinde Landgraaf (Gewerbegebiet Dentgenbach bzw. Ortsteil Schaesberg).
Eygelshoven bzw. Kerkrade-Noord besteht heute aus dem Ortskern um den Markt und den beiden Kirchen. Südlich daran schließt sich westlich des Amstelbaches (Anselderbeek) die Siedlung „de Kom“ inklusive der ehemaligen Zechenkolonie „Kommerveld“ an. Von dieser, durch die Magistrale zwischen Kerkrade-Nord und Kerkrade-West (Laurastraat) getrennt, befindet sich das Neubaugebiet Lauradorp und daran anschließend die denkmalgeschützte und restaurierte Zechenkolonie de Hopel. Dort befindet sich die Station Eygelshoven (auch: Hopel) der Niederländischen Bahngesellschaft Nederlandse Spoorwegen.
Auf einer bewaldeten Kuppe östlich des Amstelbaches und südöstlich des Ortskerns entwickelte sich zunächst als Bergarbeiterkolonie der Ortsteil „Op de Bossen“ (dt. Über dem Wald), welche durch eine Erweiterung heute mit dem Ortsteil „Vink“ zusammengewachsen ist, der daher historisch unkorrekt aber geographisch sinnvoll und administrativ fixiert, heute zu Eygelshoven zählt.

## Geschichte
Das Dorf wurde im Jahre 1131 erstmals unter der Bezeichnung Eigelsowen urkundlich erwähnt in den Annales Rodenses, der Chronik der nahe gelegenen Benediktinerabtei Rolduc. Eine Römerzeitliche Besiedlung des Ortsgebietes ist anzunehmen. Bei Bauarbeiten im Ortsbereich, genauer im Bereich der Flur „Holtskuil“, wurden Reste eines römischen Landhauses wie es in dieser Region zahlreiche weitere gab, entdeckt. Frühere Funde deuten ebenfalls auf eine Besiedlung im ersten nachchristlichen Jahrhundert hin.
Ursprünglich war der Ort ein Bauerndorf und landwirtschaftlich ausgerichtet. Bescheidenes Handwerk und Handel ergänzten das Bild. Dies sollte sich infolge von Prospektionsarbeiten deutscher Ingenieure zu Beginn des 20. Jahrhunderts jedoch grundlegend ändern.
Vor der napoleonischen Expansion gehörte Eygelshoven als nördliche Exklave der Herrschaft Heyden (auch Heydener Ländchen genannt) zum Herzogtum Jülich. Nach der Annexion durch Napoleon kam Eygelshoven zum Département Meuse-Inférieure. 1815, nach den Befreiungskriegen und der Restitution Europas auf dem Wiener Kongress, fiel der Ort an die Niederlande.
Allerdings waren es wiederum zwei Deutsche, die für die Eygelshoven ganz besondere Bedeutung erlangen sollten. 1870 führten der aus dem benachbarten Herzogenrath stammende Mühlenbesitzer Anton Wackers mit seinem Schwager Gustav Schümmer Probebohrungen nach Steinkohle im Gebiet der damaligen Gemeinde Eygelshoven durch, wo bereits einige Jahre zuvor Steinkohle gefunden worden war. Auf Grundlage der Explorationsergebnisse wurde bald darauf die Konzession Laura vergeben. Diese wurde bald darauf mit der älteren Konzession Vereeniging zusammengelegt. 1901 und 1902 wurden die beiden Schächte des nun entstehenden Bergwerks „Laura“ abgeteuft. Zum Leidwesen der Konzessionsinhaber stellte sich alsbald heraus, dass das Konzessionsgebiet durch eine geologische Störung, den sogenannten Feldbiss, der sich auch im benachbarten Wurmrevier als störend bemerkbar machte, in zwei Hälften geteilt wurde. An eine Durchtunnelung der Bruchzone war seinerzeit noch nicht zu denken. Der Feldbiss-breuk setzt sich quer durch Limburg fort und ist Teil einer noch immer aktiven Bruchzone am Nordrand des rheinischen Schiefergebirges. Daher musste zum Abbau im nördlichen Teil des Kohlefeldes eine weitere Zeche errichtet werden. Dies geschah mit der Errichtung des Bergwerkes Julia unmittelbar nördlich des Ortes, direkt an der Bahnstrecke Herzogenrath-Heerlen. Dieses Bergwerk galt, nachdem sich der Förderbeginn bis 1926 hinausgezögert hatte, trotz teils ungünstiger Lagerverhältnisse unter Tage, bis zu seiner Schließung Ende 1974 als eine der jüngsten und modernsten Bergwerke Europas. Angeschlossen war zuletzt neben Kohlenwäsche und Verladung, Werkstätten etc. auch ein Kraftwerk, das erst einige Jahre nach Schließung der Zeche vom Netz ging.
Der Bergbau veränderte Eygelshoven durch die Zuwanderung aus anderen Teilen der Niederlande, aus Deutschland und zum Teil auch aus Osteuropa (Schlesien und Böhmen), die als Arbeiter auf den beiden Bergwerken benötigt wurden. Eine Bevölkerungsexplosion und rege Bautätigkeit waren die Konsequenzen. Von der Jahrhundertwende bis etwa 1925 hatte sich die Einwohnerzahl verzehnfacht. Nachdem anfänglich versucht wurde, die Bergleute und ihre Familien in Kolonien außerhalb des Ortes anzusiedeln (zum Beispiel „de Hopel“), wuchsen diese dennoch rasch mit dem Ortskern zusammen und ergaben grob das heutige Ortsbild. Die Bergwerksschließungen infolge der Nota den Uyll bedeutenden einen tiefen Einschnitt in die Geschichte, die Struktur und in die Gesellschaft Eygelshovens. Zwar wurde versucht, im Rahmen der sogenannten herstruktureering Ersatzarbeitsplätze zu schaffen, jedoch ging es nach der Schließung der Zechen Laura & Vereeniging (1968) und Iulia (1974) wirtschaftlich mit Eygelshoven zunächst deutlich bergab. Dies dokumentieren entlang der Veldhovstraat etliche vielfach vom Zerfall bedrohte, teils unbewohnte Häuser mit Ladenlokalen im Erdgeschoss. Vor allem die Gastronomie, aber auch weite Teile des Einzelhandels und des Handwerks gingen stark zurück. Die Iulia war das letzte Steinkohlenbergwerk, das in den Niederlanden Steinkohle förderte, als die Förderung am 31. Dezember 1974 eingestellt wurde. Das Terrain des Bergwerks Julia im Norden Eygelshovens ist seither zum Industrie- und Gewerbepark umgewidmet, während das Terrain der Schwesterzeche Laura bis heute nach und nach mit Wohnbebauung und einem zentralen kleinen Park Teil zur Wohnsiedlung Lauradorp entwickelt wurde.
Ein Kennzeichen der Geschichte Eygelshovens ist die Tatsache, dass das wirtschaftliche Wohl des Ortes bald nach Entdeckung der Kohlevorkommen die meiste Zeit in „fremder“ Hand gewesen ist. So kamen die Anteilseigner lange Zeit aus Brüssel. Es war die S.A. Générale, ein Industriekonglomerat, aus der auch andere Konzerne, wie etwa jüngst die Fortis Bank, hervorgingen. Von Mai 1940 bis September 1944 war Eygelshoven unter nationalsozialistischer Herrschaft, bis amerikanische Truppen das Dorf im Rahmen der Operation „Market Garden“ befreiten.
Heute weitgehend unbekannt ist, dass im Ortsbereich auch Braunkohle abgebaut wurde, allerdings endete diese eher unbedeutende Episode bereits Mitte des 20. Jahrhunderts.
Am 31. Dezember 1981 wurde Eygelshoven nach Kerkrade eingemeindet. Nur kleinere Ortsteile (Waubacherveld) kamen zur neu geschaffenen Gemeinde Landgraaf. Seither werden größere Städte anhand von physiognomischen und raumplanerischen Gesichtspunkten in Stadtbezirke, sogenannte Wijken, gegliedert. So formt Eygelshoven mit den unmittelbar angrenzenden Siedlungen die Wijk Kerkrade-Noord. Seit 2005 befinden sich an den Ortseingängen nach Norden und Osten offizielle blaue Ortsnamenstafeln, die nicht wie bis dahin den Gemeindenamen Kerkrade, sondern den Namen Eygelshoven führen und zwar einmal in der niederländischen Schreibweise als „Eijgelshoven“, und einmal in der Limburgischen Version als „Egelse“. Eijgelshoven (mit IJ) war vor 1982 die übliche Schreibweise.

### Religionen
Die bedeutendste Religion in Eygelshoven ist das römisch-katholische Christentum, einerseits bedingt durch die Lage im traditionell katholisch geprägten südlichen Limburg (Bistum Roermond), andererseits auch durch die überwiegend katholische Zuwanderung im frühen 20. Jahrhundert aus Osteuropa. Daneben gibt es zahlreiche Protestanten und Muslime. Dabei gehen erstere im Wesentlichen auf niederländische Binnenwanderung aus dem Norden infolge der Expansion staatlicher Institutionen in der ehemaligen Wachstumsregion des Landes zurück, während die Muslime auf Immigranten aus Indonesien sowie auf Gastarbeiter aus der Türkei und Marokko zurückgehen. Weitere Glaubensrichtungen spielen kaum eine Rolle.

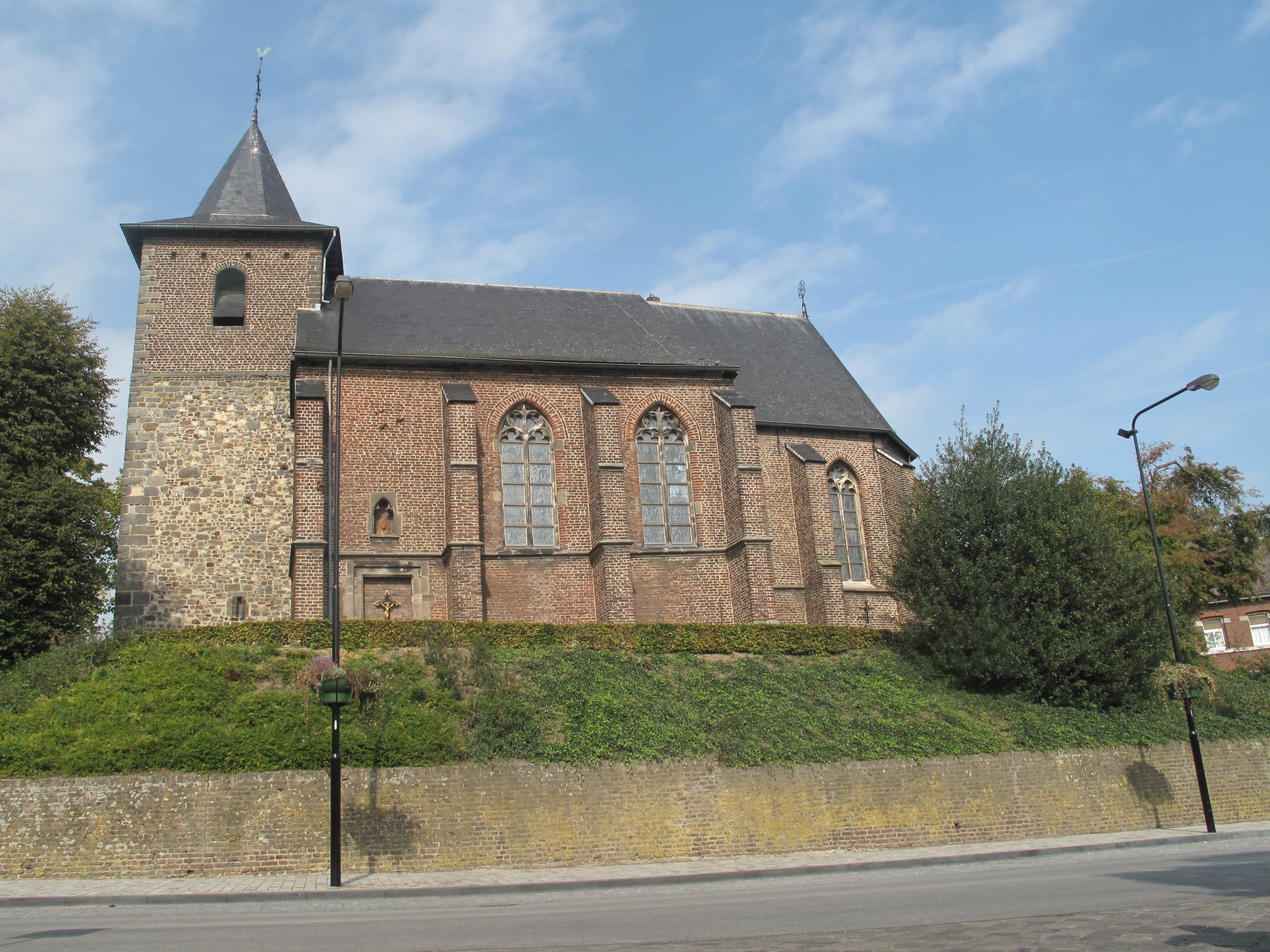
Eygelshoven, Kirche: het Kleine Kerkje
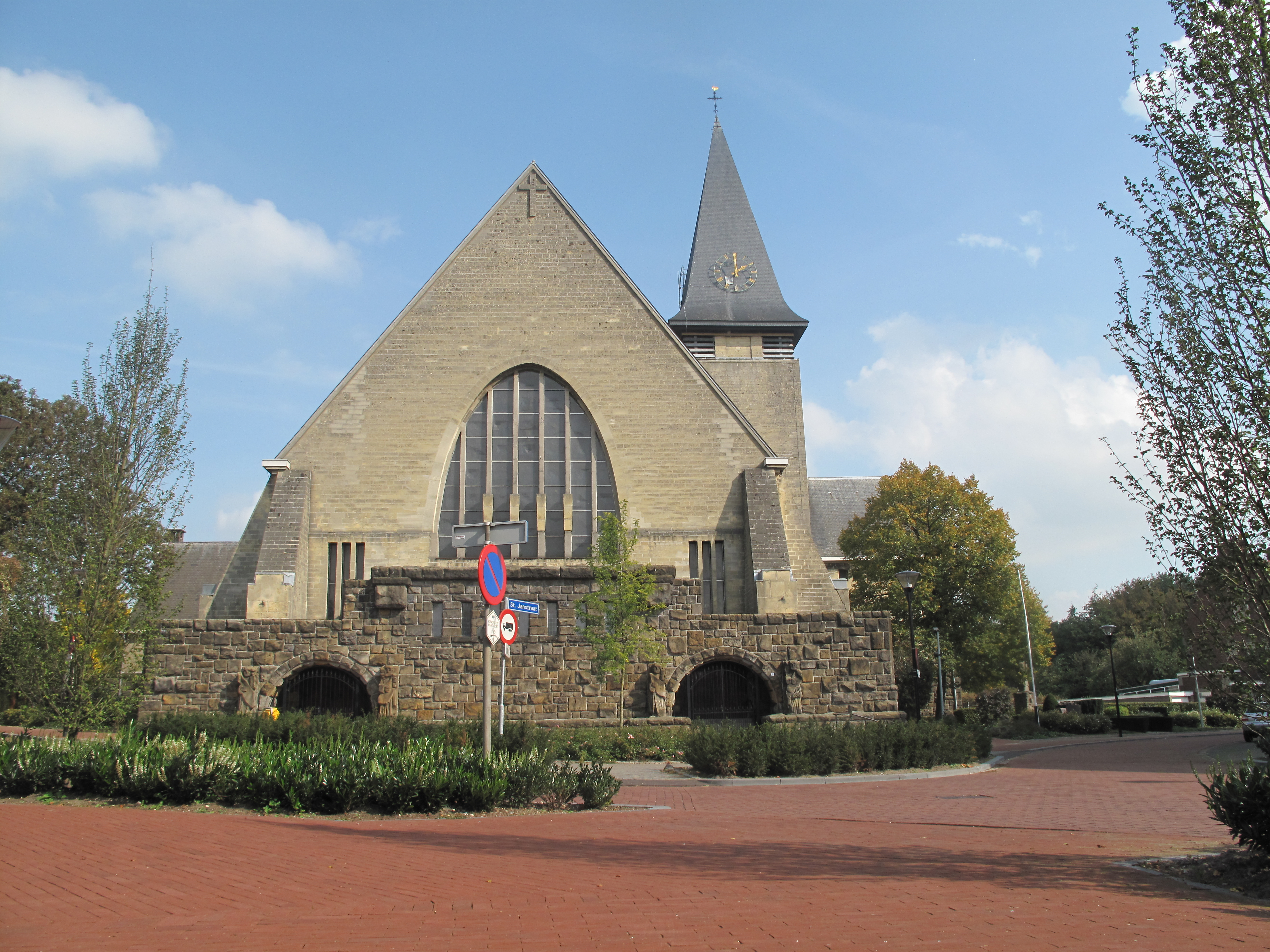
Eygelshoven, Kirche

## Politik

### Gemeinderat
Für Eygelshoven bzw. Kerkrade-Noord ist ein Bezirksmanager (nl. Wijkmanager) als Ansprechpartner der Kommunalverwaltung vor Ort tätig. Derzeit ist dies Herr Wil Franssen. Im Übrigen werden die kommunalen Geschicke seit der Fusion 1982 von Kerkrade aus gelenkt.

### Bürgermeister
Ehemalige Bürgermeister der früher selbstständigen Gemeinde Eygelshoven waren:
- 1919–1928 Willem M. Loyson
- 1928–1934 J. H. Martin
- 1934–1969 H. J. Boijens
- 1969–1975 J. G. A. Janssen
- 1975–1982 J. H. Ch. Persoon; (er war der letzte Bürgermeister von Eygelshoven)

### Wappen
Das Eygelshovener Wappen ist gespalten. Rechts: In Gold stehend ein schwarzer Löwe mit roter Zunge. Dieser symbolisiert die frühere Zugehörigkeit des Ortes zum Herzogtum Jülich („Jülicher Löwe“). Links: das linke Obereck blau und die linke Flankenstelle golden, über beide Stellen hinweg ein silbern und rot geschachter Querbalken. Den Wappenfuß bildet ein silbernes Dreieck, darin in schwarz Schlägel und Eisen als Symbole für den früheren Steinkohlenbergbau.

### Städtepartnerschaft
Die frühere eigenständige Gemeinde Eygelshoven pflegte eine Städtepartnerschaft mit der damals ebenso selbstständigen Gemeinde Rodenkirchen (heute Rodenkirchen (Köln)). Als beide Gemeinden im Rahmen einer kommunalen Neuordnung zu Kerkrade bzw. zu Köln gegliedert wurden, haben die Städte Kerkrade und Köln diese partnerschaftlichen Beziehungen übernommen. In Köln wurden zwei Straßen nach Eygelshoven und Kerkrade benannt.

## Bauwerke und Sehenswürdigkeiten
Unter den Sehenswürdigkeiten in Eygelshoven sind die beiden römisch-katholischen Gotteshäuser sowie das denkmalgeschützte Ensemble auf dem Kerkberg (Kirchberg) als erste zu nennen. Die heutige Pfarrkirche H. Johannes de Dooper (St. Johannes der Täufer) wurde 1922 als Neubau etwa 200 m nordöstlich des Marktplatzes eingeweiht. Sie ersetzte das alte, baufällige und aufgrund des massiven Bevölkerungswachstums zu kleine „oude kerkje“ (Altes Kirchlein), dessen ältester Teil, der romanische Chor, bis ins Jahr 1513 zurückdatiert werden kann. Vermutlich stand aber an gleicher strategisch günstiger Stelle (Akropolislage) auf dem Kerkberg schon zuvor eine wahrscheinlich hölzerne Kirche bzw. Kapelle, denn die Parochie Heiliger Johannes der Täufer zu Eygelshoven wurde bereits im Jahre 1371 urkundlich erwähnt. „Het Oude Kerkje“ (dt. altes Kirchlein), wie die denkmalgeschützte alte Kirche im Volksmund genannt wird, wechselte mehrfach den Besitzer und wurde wiederholt renoviert. Heute wird jeden Sonnabend eine Messe in lateinischer Sprache dort zelebriert. Auch bei Heiratenden ist die Kirche sehr beliebt.
Gegenüber dem „Oude Kerkje“ befinden sich eine Anzahl kleiner denkmalgeschützter Fachwerkhäuser, die aus dem 18. Jahrhundert stammen, ebenso wie ein unweit davon gelegener, ebenfalls denkmalgeschützter Vierkanthof aus dem Jahre 1794. Mehrere weitere ehemals bedeutende Höfe sind bzw. waren der Laethof (renoviert, Denkmal), der Veldhof und der Berghof (letztere sind nur noch als Straßennamen erhalten). Ein weiterer alter Vierkanthof befindet sich unmittelbar am (streckenweise unterirdisch verlaufenden) Amstelbach an der „Groote Stegel“. Eine weitere Sehenswürdigkeit ist die restaurierte Bergarbeiterkolonie Hopel. Sie bot die Kulisse in der berühmten niederländischen Saga Antonia (mit Willeke van Ammelrooy in der Hauptrolle). Diese niederländisch-belgische Kinoproduktion von Regisseur Marleen Gorris wurde 1996 in Hollywood ausgezeichnet mit einem Oscar in der Kategorie „bester ausländischer Film“. hier

### Museen
Eygelshoven besitzt kein Museum. Allerdings befinden sich im Industrion, einem in Kerkrade gelegenen Industriemuseum, Informationen über und Ausstellungsstücke von den ehemaligen Bergwerken im Ortsbereich.

### Musik
Unter dem Namen Schola St. Johannes tritt jeden Samstag zur Messe in der alten Kirche ein Männergesangsverein auf. Das Café de Kachel dient als Plattform für regionale Musiker und DJs. Außerdem stellen dort unbekannte Künstler ihre Werke in monatlichen Wechsel aus. Die Mehrzahl der Künstler stammt aus der deutsch-niederländisch-belgischen Grenzregion.

### Sport
In Eygelshoven gibt es eine Reihe von Sportvereinen:
- Der LHC (Laura-Hopel-Combinatie) ist ein Fußballverein. Er ging aus den vormaligen Vereinen RKEEV Laura Eygelshoven und VV Hopel Kerkrade hervor, die sich bereits seit 1975 den gemeinsamen Sportplatz an der Anselderlaan teilten.
- Der TCLE (Tennis Club Laura Eygelshoven) ist ein Tennisclub, dessen Anlagen sich ebenfalls an der Anselderlaan befinden.
- Der BC Cosmos 77 ist ein Badmintonverein. Seine Sportstätten befinden sich im Socio-Project, einem Gemeinschaftsgebäude im Ortszentrum, in dem eine Turnhalle, eine Bücherei, ein Eiscafé und weitere Einrichtungen untergebracht sind.
- Scouting Eygelshoven ist Mitglied der weltweiten Pfadfindergemeinschaft und residiert im restaurierten Laethof, einem über 200-jährigen ehemaligen Gehöft.
- Country Dancers The Dutchy’s (Tanzgruppe)
- Schietvereniging St. Hubertus (Schützenverein)
- Schuttersbroederschap St. Sebastianus (Schützenverein)

### Regelmäßige Veranstaltungen
- Karneval/Fastnacht wird jedes Jahr mit zahlreichen Veranstaltungen zelebriert und unterscheidet sich kaum von der Brauchtumspflege in den benachbarten Karnevalshochburgen des Rheinlands.

## Wirtschaft und Infrastruktur
Ursprünglich ein kleines Agrardorf, entwickelte sich eine einseitig auf die beiden Bergwerke ausgerichtete Wirtschaftsstruktur, wie sie typisch für eine Bergbausiedlung ist.
In der ersten Hälfte des 20. Jahrhunderts wurde die Region um Kerkrade, Heerlen, Hoensbroek, Brunssum, Eygelshoven und Schaesberg zum Zentrum der niederländischen Steinkohlegewinnung. Die Region wurde auch „Oostelijke Mijnstreek“ genannt (daneben gab es auch einen „Westelijke Mijnstreek“, der von den Gemeinden Beek, Schinnen, Stein und der damals selbstständigen Gemeinde Geleen gebildet wurde).
Seit dem Ende des Bergbaus im Dezember 1974 durchlebte der Ort einen erheblichen wirtschaftlichen Niedergang. Neben den Bergwerken und den damit zusammenhängenden Betrieben (Kraftwerk, Werkstätten, Zulieferbetriebe usw.) ging die Anzahl der Gastronomiebetriebe stark zurück, ebenso wie Einzelhandel und Teile des Handwerks. Seit einigen Jahren siedeln sich im Gewerbegebiet Iulia auf dem Gelände der gleichnamigen ehemaligen Zeche zunehmend kleinere und mittlere Betriebe an. Zuvor waren einzelne Folgebetriebe des Bergwerks, überwiegend im Bereich der Haldenverwertung, sowie ein Metallbaubetrieb (Laura Metaal) die einzigen nennenswerten Betriebe am Standort.

### Verkehr

#### Streckenverbindungen

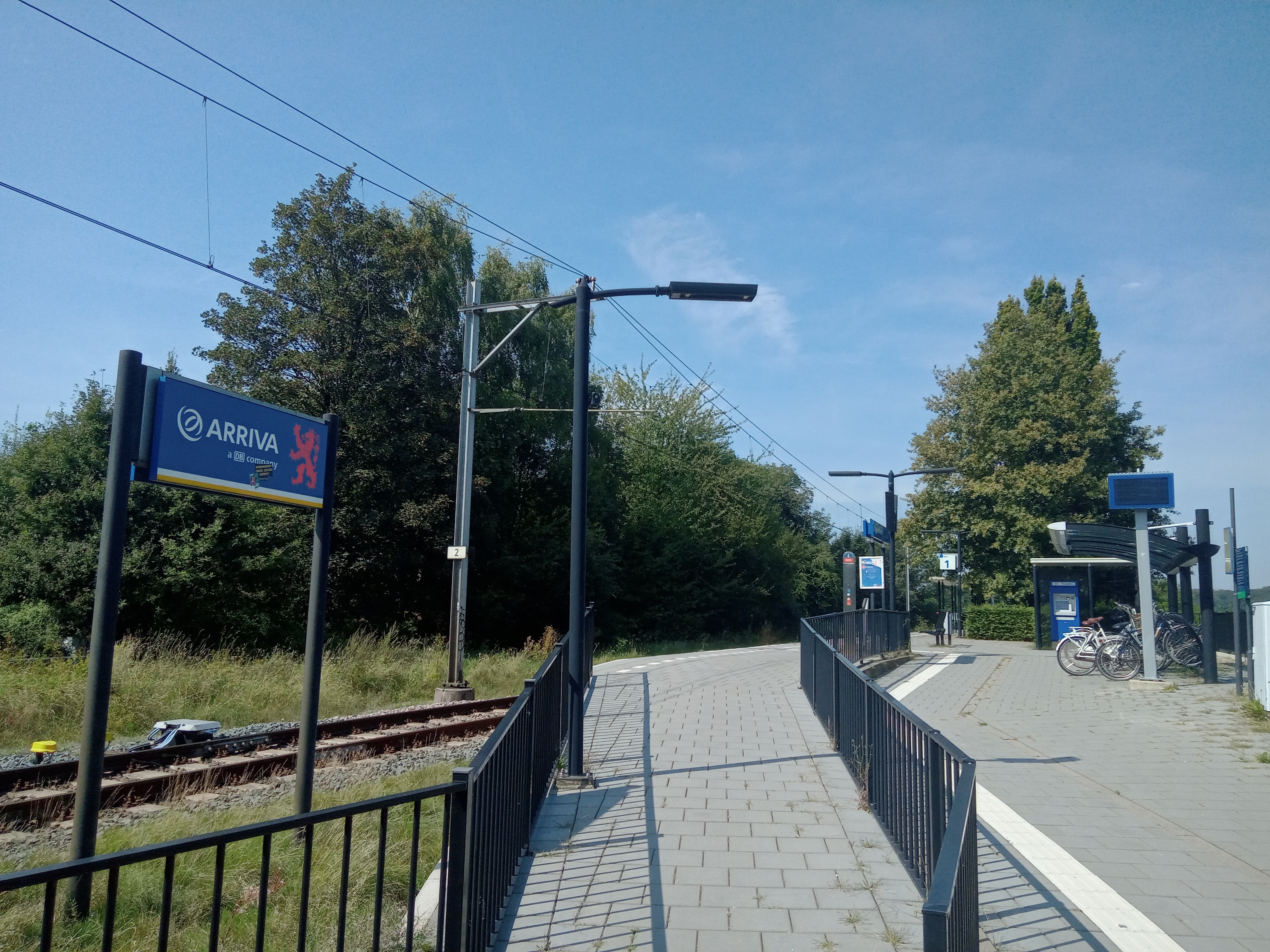
Haltepunkt Eygelshoven (2024)

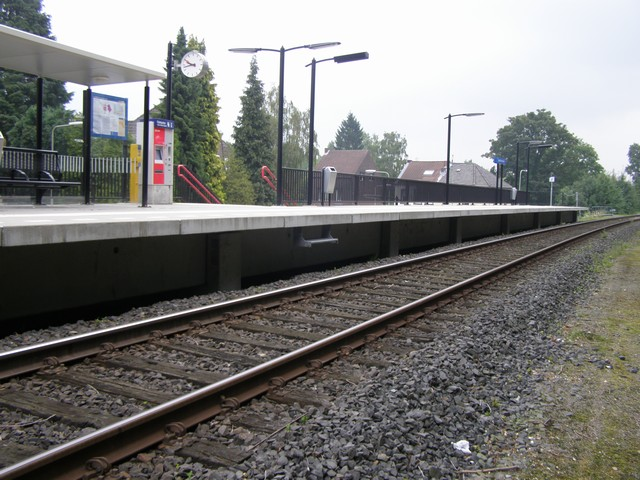
Haltepunkt Eygelshoven Markt (2011)

Eygelshoven besitzt an der Bahnlinie Kerkrade-Heerlen, an der Bahnstrecke Schaesberg–Simpelveld die Station Eygelshoven, die halbstündig bedient wird. Seit Dezember 2007 gibt es die zweite Station Eygelshoven Markt an der Bahnstrecke Sittard–Herzogenrath. Dieser Haltepunkt Eygelshoven Markt befindet sich bei der Siedlung Hopel und ist nur wenige Minuten Fußweg vom Markt und Ortszentrum entfernt. Bis Dezember 2015 wurde der Haltepunkt stündlich durch die Euregiobahn und anschließend von einem Pendelzug RE 18 von Herzogenrath aus mit DB Regio bedient. Seit Januar 2019 wird der Haltepunkt stündlich in beiden Richtungen durch den Dreiländerzug von Arriva Personenvervoer Nederland bedient.
| Linie | Verlauf | Takt                                      | Betreiber        |
| ----- | --- | ----------------------------------------- | ---------------- |
| RE 18 | LIMAX: Aachen Hbf – Aachen West – Herzogenrath – Eygelshoven Markt – Landgraaf – Heerlen – Valkenburg – Meerssen – Maastricht – Maastricht Randwyck – Eijsden – Visé – Bressoux – Liège-Guillemins Stand: Fahrplanwechsel Juni 2024 | 30 min 60 min Maastricht–Liège-Guillemins | Arriva Nederland |
| RS15  | Arriva Stoptrein: Kerkrade Centrum – Chevremont – Eygelshoven – Landgraaf – Heerlen – Hoensbroek – Nuth – Schinnen – Spaubeek – Geleen Oost – Sittard                                                                               | 30 min                                    | Arriva Nederland |

#### Busverkehr
Neben regionalen Buslinien in die Nachbarorte verkehrt auch eine grenzüberschreitende Linie nach Übach-Palenberg (D).
| Linie | Betreiber | Verlauf                                                                                                   |
| ----- | --------- | --- |
| 723   | Arriva    | Landgraaf Monto Verde – Eygelshoven – Ubach over Worms – Rimburg (NL) – Palenberg Bf (D) (kein AVV-Tarif) |

### Medien
Der Anselbode ist ein örtliches (katholisches) Gemeindeblatt und erscheint wöchentlich.

### Öffentliche Einrichtungen
- Sport en Cultuur Stichting Eygelshoven (kurz: Socioproject) inkl. öffentlicher Bibliothek sowie Sport-, Kultur- und Gemeinschaftseinrichtungen.
- Scouting Eygelshoven
- Wochenmarkt (jeden Samstag)

### Militär
Am 15. Dezember 2016 wurde auf dem ehemaligen Gelände der Julia Mijn im Rahmen der US-amerikanischen European Reassurance Initiative (ERI) und des Army Prepositioned Stock Program das Eygelshoven Army Depot-BENELUX des United States Army Materiel Command eröffnet, in dem rund 300 US-amerikanische und niederländische Soldaten sowie Zivilangestellte beschäftigt sind und den Nachschub für eine Panzerdivision einlagert. Das Waffenlager besitzt noch von der Schachtanlage einen Gleisanschluss an der Bahnstrecke Sittard–Herzogenrath.

### Bildung
- Basisschool „de Veldhof“

## Persönlichkeiten
- Hein Simons alias Heintje, Musiker und Sänger, 1968–1974 gefeierter Kinderstar, verlebte den Großteil seiner Kindheit und Jugend in Eygelshoven, wo er mit seinen Eltern bis kurz vor seinem Durchbruch mit dem Hit „Mama“ ein Haus in der Wimmerstraat bewohnte.
- Pierre Kemp (1886–1967), einer der bedeutendsten niederländischen Dichter des 20. Jahrhunderts, war viele Jahre im Lohnbüro der Bergwerksgesellschaft Laura & Vereeniging angestellt. Viele seiner kürzeren Gedichte verfasste er, während er mit der Eisenbahn zur Arbeit bzw. bei Feierabend nach Hause nach Maastricht fuhr.
- Wim Schmitz (* 1964), deutschsprachiger Buchautor.

### Söhne und Töchter der Stadt
- Peter Joseph Valckenberg (1764–1837); von 1813 bis 1837 Bürgermeister von Worms.
- Laurens Bisscheroux, Architekt und Künstler (1934–1997)
- Wilma Ohly, deutsche Kommunalpolitikerin (* 1936)
- Frans Willeme (* 1952), niederländischer und niedersächsischer Kommunalpolitiker
- J.J. (Jan) Latten (* 1952), Soziologe und Demograph beim Centrale Bureau voor Statistiek; Hochschullehrer an der Universität von Amsterdam.
- Ben Herbergs (* 1947), Publizist, Autor und Herausgeber
- Hubertus van Megen (* 1961), römisch-katholischer Bischof und Diplomat des Heiligen Stuhls
- Roger Braun (* 1972), Maler/Bildhauer
- Stefan Heijdendael (* 1974), VPRO-Radioprogrammredakteur und Fotograf